# 도비산
도비산(島飛山)은 충청남도 서산시 부석면 취평리에 있는 산이다.
충청남도의 문화재자료 제 195호인 사찰 부석사((浮石寺)와 동사(東寺) , 석천암(石泉庵) 등을 품고있다.

## 명칭
바다 가운데 '날아가는(飛) 섬(島)' 같다 해서 지어졌다는 설이 있고, 또 매년 봄이면 산 전체에 복숭아꽃이 만발해 복숭아 '도(桃)', 살찔 ‘비(肥)’를 써서 ‘도비산(桃肥山)’이라고 한다는 설도 있다.

## 지리
도비산 일대를 구성하고 있는 지질은 원생대의 태안층이다. 태안층은 서산층군에 속하는 편암류 및 편마암류 위에 부정합으로 놓여 있다.
도비산 동쪽에는 천수만이 있다. 천수만의 간석지는 간척이 되어 논지로 이용되고 있다.

## 등산로
- 서산터미널 -> 부석면사무소 -> 수도사 -> 부석사 -> 정상 (도보 약 2시간 소요)
- 서산터미널 -> 부석지산리 -> 백운사 -> 부석사 -> 정상 (도보 약 2시간 소요)
- 서산터미널 -> 인지면 애정리 -> 석천암 -> 동사 -> 정상 (도보 약 2시간 30분 소요)

## 현황
정상에 다다르면 천수만, 서해를 볼 수 있다. 『호산록(湖山錄)』에는 날씨가 쾌청할 때 도비산에서 서해를 바라보면 해로(海路)가 분명하게 보여 중국의 ‘청제(淸帝)의 지경(地境)’을 볼 수 있다고 기록돼 있다.
근처 간월호, 부남호에서 철새를 관찰할 수 있다.